# Mohamed Bahou
Mohamed Bahou est un ancien arbitre marocain de football.

## Carrière
Il a dirigé deux finales de coupe du Trône   : 
- Coupe du Maroc de football 1977 (finale)
- Coupe du Maroc de football 1985 (finale)